# Archiconchoecilla maculata
Archiconchoecilla maculata är en kräftdjursart som först beskrevs av V. G. Chavtur 1977.  Archiconchoecilla maculata ingår i släktet Archiconchoecilla och familjen Halocyprididae. Inga underarter finns listade i Catalogue of Life.